# 小幡佳代子
小幡 佳代子（おばた かよこ、本名・藤原 佳代子。1971年〈昭和46年〉9月18日 - ）は、元日本女子陸上競技・長距離走およびマラソン選手。現在1児の母。

## 人物
神奈川県平塚市出身。平塚市立土屋小学校→平塚市立土沢中学校→神奈川県立秦野高等学校→筑波大学。
帝都高速度交通営団（営団地下鉄）所属であったが、2000年の営団地下鉄の陸上部廃部により、2001年からはアコムに所属していた。
世界陸上セビリア大会女子マラソン日本代表・8位入賞。ドーハアジア競技大会女子マラソン日本代表・銅メダリスト。

## 略歴
幼少期から短距離・長距離競技共に速かった。非常に負けず嫌いなところがあり小学校低学年時、同級生の男子児童に短距離走での勝負を挑んだものの敗北、直後に号泣したというエピソードもある。
女子マラソンでは1999年1月31日の大阪国際女子マラソンで日本人トップの4位に入り、又当時の自己ベストタイムでゴール。この成績で同年8月29日開催の世界陸上セビリア大会女子マラソンに初めて代表に選ばれ、その世界陸上本番レースでは8位入賞と健闘する。2000年1月30日の大阪国際女子マラソンは、現在の自己最高記録である2時間25分14秒（当時日本女子歴代4位）を出して5位に食い込んだが、シドニーオリンピック女子マラソンは補欠代表に留まった。
その後はマラソンでなかなか結果を残せなかったが、34歳だった2006年1月29日の大阪国際女子マラソンで久々に好走して復活。レース中盤で先頭に立ち一時は独走状態となり、33Km過ぎで優勝したキャサリン・ヌデレバ（ ケニア）に抜かれたものの、自己記録に迫る2時間25分台のゴールタイムで2位に入った。
その後、同年12月9日に開催されたドーハアジア競技大会の女子マラソン代表に選出。35歳となったアジア大会の女子マラソン本番では、金メダル獲得の周春秀（ 中国）に3分以上離されたが、嶋原清子（資生堂）とゴール直前まで銀メダル争いを演じ、嶋原とは4秒差で敗れたものの、3位に入り銅メダルを獲得した。
2008年2月、元所属先の営団地下鉄に同期入社だった、4歳年下で元陸上選手の藤原呂圭（ともよし）と約12年間の交際を経て、婚姻届を提出。結婚後も現役を続けていたが、所属先のアコムが2010年3月限りで陸上部廃部が決定し、更に持病となった右足のしびれも回復せず、同年1月に現役引退を表明。
2010年1月31日、大阪国際女子マラソンに同大会10回目の出場。38歳の高齢ながらも雨天の中、最後まで足の痺れが出ずに快走して2時間27分台の好タイムをマーク、5位入賞（日本人では3位の小崎まりに次いで2番目の成績）で競技生活を締め括ることになった。ゴールイン後、小幡のラストランを知っていた同大会4位のリディア・シモン（ ルーマニア）が、小幡を抱擁し笑顔で引退を労う場面があった。なお現役引退後も、主婦業の傍らで一般市民ランナー・スポーツ解説者などで活動中。

## 自己記録
- 5000m 16分05秒08
- 10000m 33分05秒81
- ハーフマラソン 1時間11分05秒
- マラソン 2時間25分14秒

## 主な記録（マラソンのみ）
- 1994年 8月 北海道マラソン 2時間53分18秒 7位（初マラソン）
- 1995年 3月 信濃毎日マラソン 2時間43分22秒 5位
- 1995年 8月 北海道マラソン 2時間42分53秒 5位
- 1996年 1月 大阪国際女子マラソン 2時間37分27秒 21位
- 1996年11月 東京国際女子マラソン 2時間37分10秒 9位
- 1997年 3月 名古屋国際女子マラソン 2時間32分01秒 9位
- 1997年 9月 ベルリンマラソン 2時間27分27秒 4位
- 1998年 1月 大阪国際女子マラソン 2時間33分09秒 12位
- 1998年10月 シカゴマラソン 2時間28分39秒 4位
- 1999年 1月 大阪国際女子マラソン 2時間26分18秒 4位
- 1999年 8月 世界陸上セビリア大会女子マラソン 2時間29分11秒（8位入賞、日本女子団体戦金メダル）
- 2000年 1月 大阪国際女子マラソン 2時間25分14秒 5位（自己最高記録、当時日本女子歴代4位）
- 2000年 4月 シドニーマラソン 2時間43分10秒 4位（シドニー五輪コースを試走）
- 2000年 10月 シカゴマラソン 2時間31分59秒 5位
- 2001年 1月 大阪国際女子マラソン 2時間32分14秒 5位
- 2001年 10月 シカゴマラソン 2時間32分19秒 6位
- 2001年 11月 あいの土山マラソン 2時間54分44秒 優勝（練習の一環で出場）
- 2002年 1月 大阪国際女子マラソン 2時間45分13秒 23位
- 2002年 10月 シカゴマラソン 2時間28分07秒 7位
- 2003年 10月 シカゴマラソン 3時間14分27秒 207位
- 2004年 1月 大阪国際女子マラソン 2時間39分11秒 17位
- 2004年 4月 パリマラソン 2時間42分59秒 12位
- 2004年11月 東京国際女子マラソン 2時間40分56秒 17位
- 2006年 1月 大阪国際女子マラソン 2時間25分52秒 2位
- 2006年12月 ドーハアジア競技大会女子マラソン 2時間30分38秒 3位（銅メダル獲得）
- 2008年 1月 大阪国際女子マラソン 2時間43分12秒 22位
- 2010年 1月 大阪国際女子マラソン 2時間27分19秒 5位（現役ラストラン）
- 2010年 3月 ローママラソン 2時間40分28秒 13位